# Live at The Gaslight 1962
『Live at The Gaslight 1962』は、ニューヨークのグリニッジ・ヴィレッジにあったカフェ「ガスライト」での、ボブ・ディラン1962年10月の演奏を記録したライブ・アルバム。
2005年にリリースされた当初は、北米のスターバックスのみで限定販売だったが、18ヶ月後には他でも販売されるようになった。日本盤未発売。

## 楽曲
このライブ・アルバムでは、当時のディランが歌っていたトラディショナルなフォーク・ソングやブルースと、自作を始めた頃の初期の作品を聴くことができる。
1962年10月は、セカンド・アルバム『フリーホイーリン・ボブ・ディラン』（1963年）の制作中の時期であり、「はげしい雨が降る」と「くよくよするなよ」はアルバムにも収録。
"Rocks and Gravel" は、ブラウニー・マギーやリロイ・カー（Leroy Carr）の歌を集めて一曲にしたブルースで、『フリーホイーリン』のセッションで録音されテスト用プロモーション盤には収録されていたが最終的に外された曲。
「ジョン・ブラウン」は、後にトピカル・ソングの雑誌『ブロードサイド』誌1963年3月第22号に掲載され、オムニバス・アルバム Broadside Ballads, Vol. 1（1963年）に変名ブラインド・ボーイ・グラントとして収録された曲。

## 収録曲
1. はげしい雨が降る - A Hard Rain's a-Gonna Fall – 6:40
  - 作詞・作曲: ディラン
2. Rocks and Gravel – 4:58
  - 作詞・作曲: ディラン
3. くよくよするなよ - Don't Think Twice, It's All Right – 3:09
  - 作詞・作曲: ディラン
4. The Cuckoo (Is a Pretty Bird) – 2:18
  - トラディショナル、編曲: Clarence Ashley
5. ムーンシャイナー - Moonshiner – 4:05
  - トラディショナル、編曲: ディラン
6. ハンサム・モーリー - Handsome Molly – 2:44
  - トラディショナル、編曲: ディラン
7. コカイン - Cocaine – 2:56
  - トラディショナル、編曲: Rev. Gary Davis
8. ジョン・ブラウン - John Brown – 5:53
  - 作詞・作曲: ディラン
9. Barbara Allen – 7:49
  - トラディショナル、編曲: ディラン
10. West Texas – 5:37
  - トラディショナル、編曲: ディラン

## アウトテイク
同ライブの「ノー・モア・オークション・ブロック」が『ブートレッグ・シリーズ第1～3集』（1991年）に収録されている。「ハンサム・モーリー」は、『ボブ・ディラン・ライヴ！1961-2000〜39イヤーズ・オブ・グレート・コンサート・パフォーマンス』（2001年）にも収録されている。